# Hayley McCall
Hayley McCall (* 14. März 1992 als Hayley Haagsma) ist eine ehemalige US-amerikanische Fußballspielerin, die zuletzt in der Saison 2015 beim Sky Blue FC in der National Women’s Soccer League unter Vertrag stand.

## Karriere

### Verein
Während ihres Studiums an der Texas Tech University spielte McCall von 2010 bis 2013 für die dortige Universitätsmannschaft der Texas Tech Red Raiders. Im Januar 2014 wurde sie beim College-Draft der NWSL in der zweiten Runde an Position 15 vom Sky Blue FC unter Vertrag genommen. In der Saisonvorbereitung erlitt McCall einen Kreuzbandriss und verpasste in der Folge die komplette Saison der NWSL. Ihr Debüt für den Sky Blue FC gab sie schließlich am 26. April 2015 bei einer 1:3-Niederlage gegen das Franchise der Washington Spirit. Vor der Saison 2016 beendete McCall ihre Karriere.

### Nationalmannschaft
Im Mai 2013 nahm McCall an einem Trainingslager der U-23-Nationalmannschaft der Vereinigten Staaten teil.